# Janez Drnovšek
Janez Drnovšek (IPA: [janɛz dərnɒuʃɛk]), (Celje, 1950. május 17. - Zaplana, 2008. február 23.) szlovén politikus, volt miniszterelnök és államfő.

## Élete
1973-ban szerzett közgazdaságtudományi diplomát a ljubljanai egyetemen. 1981-ben magiszteri, 1986-ban PhD fokozatot szerzett. Kezdetben egy építővállalatnál, majd bankban dolgozott. Egy évet a kairói jugoszláv nagykövetségen tevékenykedett gazdasági tanácsosként. 1986-ban képviselőnek választották a szlovén tagköztársaság parlamentjébe és egyúttal a jugoszláv Szövetségi Gyűlés, a parlament, egyik kamarájában, a Köztársaságok és Tartományok Házában volt képviselő.
1999-ben veserákot diagnosztizáltak nála és eltávolították egyik veséjét. A műtét után egészen 2004 januárjáig alternatív öngyógyítással, főleg diétával próbálkozott, ami élénk vitát váltott ki a szlovéniai közvéleményben arról, hogy milyen mértékben van joguk vezető személyiségeknek (Drnovšek ekkor államelnök volt) az orvosi kezelés megtagadásához. 2001-ben már áttételeket állapítottak meg tüdején és máján. 2007 októberében az új ljubljanai onkológiai intézet megnyitóján tartott beszédében már hangsúlyozta, hogy a rák elleni küzdelem egyetlen hatékony módszere az orvostudomány eredményeinek alkalmazása.
2005 decemberében megerősítette, hogy Jaše fia mellett van egy házasságon kívül született lánya is, Nana Forte zeneszerző.

## Politikai pályája
1989-ben a Jugoszláv Szocialista Szövetségi Köztársaság államelnökségének tagjává választották; 1989. május 15-én pedig elnöke lett ennek a testületnek. Ezzel a jugoszláv történelem legfiatalabb államfője lett. Ezt a posztot 1990. május 15-ig töltötte be.
Aktívan részt vett a független Szlovénia létrehozásában. 1992-ben a Liberális Demokrata Párt (LDS) elnöke lett, és az is maradt 2003-ig. (Az LDS a Szlovén Szocialista Ifjúsági Szövetség, a szlovén kommunista párt ifjúsági szervezetének jogutódja volt.) 1992-től 2002-ig rövid megszakítással miniszterelnök volt.
2002. december 1-jén a szlovén köztársaság elnökévé választották. 2006. január 30-án 14 év után formálisan kilépett az LDS-ből azzal az indoklással, hogy a Mozgalom az igazságosságért és a fejlődésért elnevezésű új civil szervezetnek kívánja szentelni erejét.
2007. április 23-án hivatalosan bejelentette, hogy nem indul a következő elnökválasztáson a lehetséges második mandátumért.

## Művei
- Janez Drnovšek: Der Jugoslawien-Krieg – Meine Wahrheit. SmartBooks, Kilchberg/Zürich 1998, ISBN 3-907601-00-9. (A jugoszláviai háború - az én igazságom. Német nyelven.)
- Janez Drnovšek: Vom Wesen der Welt. Hermagoras/Mohorjeva Verlag, Klagenfurt 2006, ISBN 978-3-7086-0273-8. (A világ lényegéről. Német nyelven.)